# Bhopalkatastrofen

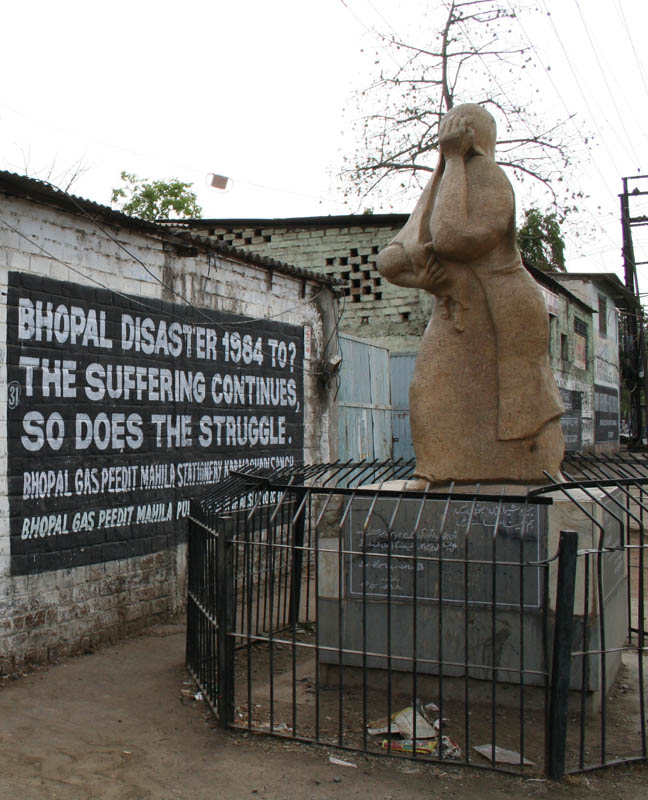
Minnesmärke i Bhopal.

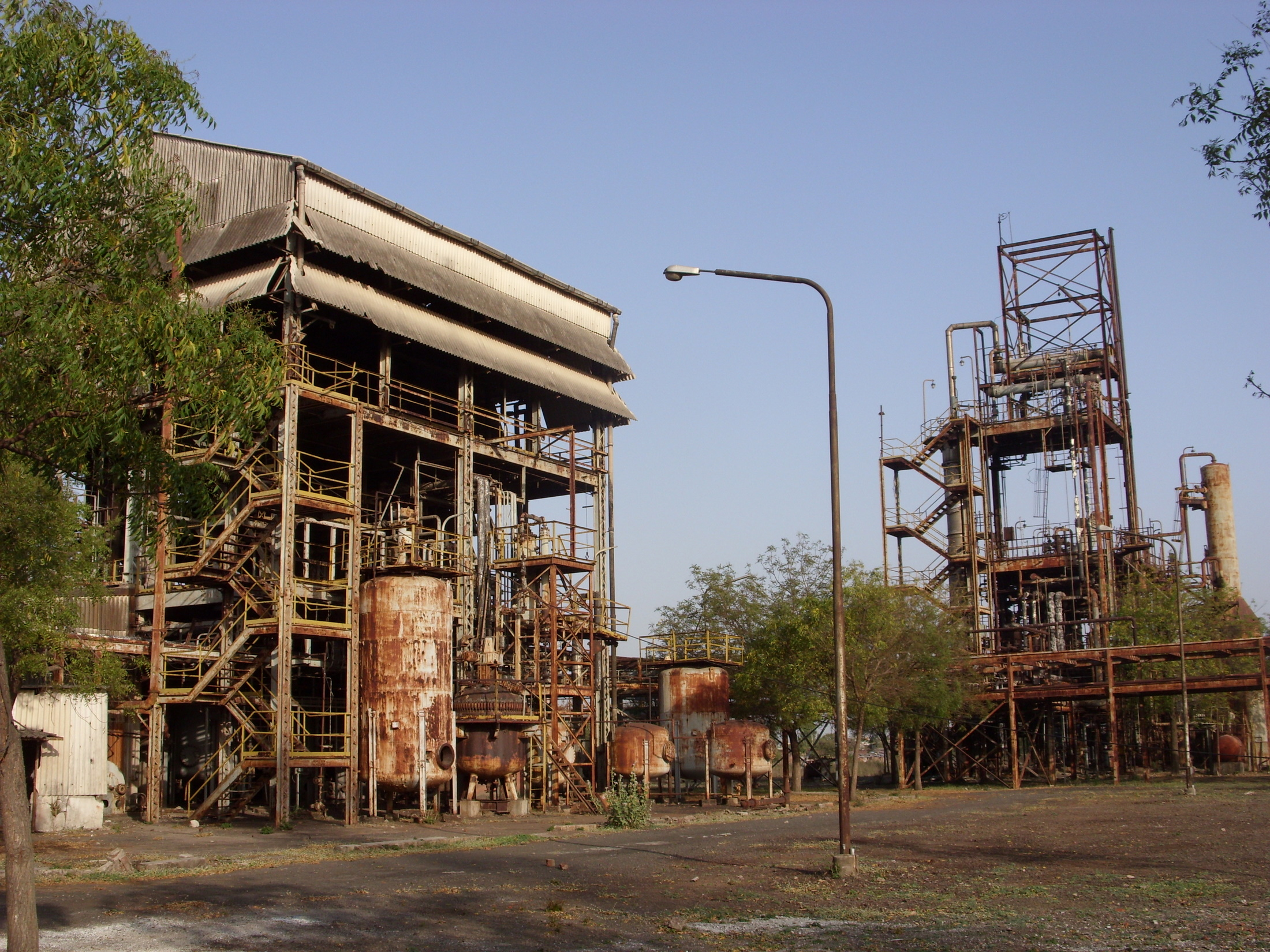
Delar av det övergivna fabriksområdet.

Bhopalkatastrofen var ett gasutsläpp som inträffade natten mellan 2 och 3 december 1984 i Bhopal i Madhya Pradesh i Indien, vid en pesticidfabrik ägd av Union Carbide India Limited. Olyckan är den dödligaste industriolyckan i historien.

## Historia
Det var när vatten kom in i en tank innehållande 43 ton metylisocyanat som gasmoln, troligen innehållande bland annat cyanid och fosgen, spred sig över den sovande staden. Minst 520 000 människor utsattes för gaserna. Den officiella omedelbara dödssiffran är 2 559. En mer realistisk bedömning är att 8 000 dog under de första veckorna efter katastrofen. Greenpeace uppskattar antalet omkomna i låga tal till 20 000 och åtskilliga fler under de följande åren. Uppskattningsvis 100 000 fick olika grader av permanenta skador, bland annat lung- och ögonskador. År 2006 fastslog regeringen antalet exponerade till 555 125 inklusive 38 478 med övergående skador och cirka 2 900 allvarliga och permanenta skador.
Orsakerna till utsläppet var främst en undermålig design av fabriken, bristande underhåll, dålig personalpolitik och ekonomisk press. Att den fick så stora konsekvenser berodde i huvudsak på underlåtenhet dels från Union Carbide Corporation, dels från indiska regeringen och delstatsregeringen. En av följderna av fabrikens tillverkning är förorenat grundvatten utanför fabriksområdet, där nya slumområden vuxit upp. Idag arbetar Sambhavna Trust, en stiftelse som driver en klinik, med att ge vård och upprättelse till de skadade. Sambhavna ingår också i det världsomspännande nätverk av miljöorganisationer och enskilda som bekämpar kemisk miljöförstörelse. 
Dow Chemical köpte Union Carbide år 1999, och anser sig inte ha någon skuld i katastrofen, utan att utsläppet berodde på sabotage. Efter 23 års arbete dömde en indisk domstol den 7 juni 2010 åtta tidigare chefer till fängelse i upp till två år. Dagen före invigningen av olympiska sommarspelen 2012 hotade den indiska truppen, med brottaren Sushil Kumar som fanbärare, att inte närvara vid invigningen. Orsaken var att Dow Chemical var en av de största sponsorerna till de olympiska spelen.
Den svenske fotografen Claes-Göran Bjernér var en av de första som anlände till Bhopal efter katastrofen. Hans lungor skadades. Den svenska läkaren Ingrid Eckerman var medlem av International Medical Commission on Bhopal 1994 och har skrivit boken The Bhopal Saga - causes and consequences of the world's largest industrial disaster. Hon var under åtskilliga år persona non grata i Indien.